# Jennifer Díaz
Jennifer Díaz, más conocida como Shetukiltra, (Santiago, 1985) es una artista visual y muralista chilena.

## Biografía y trayectoria

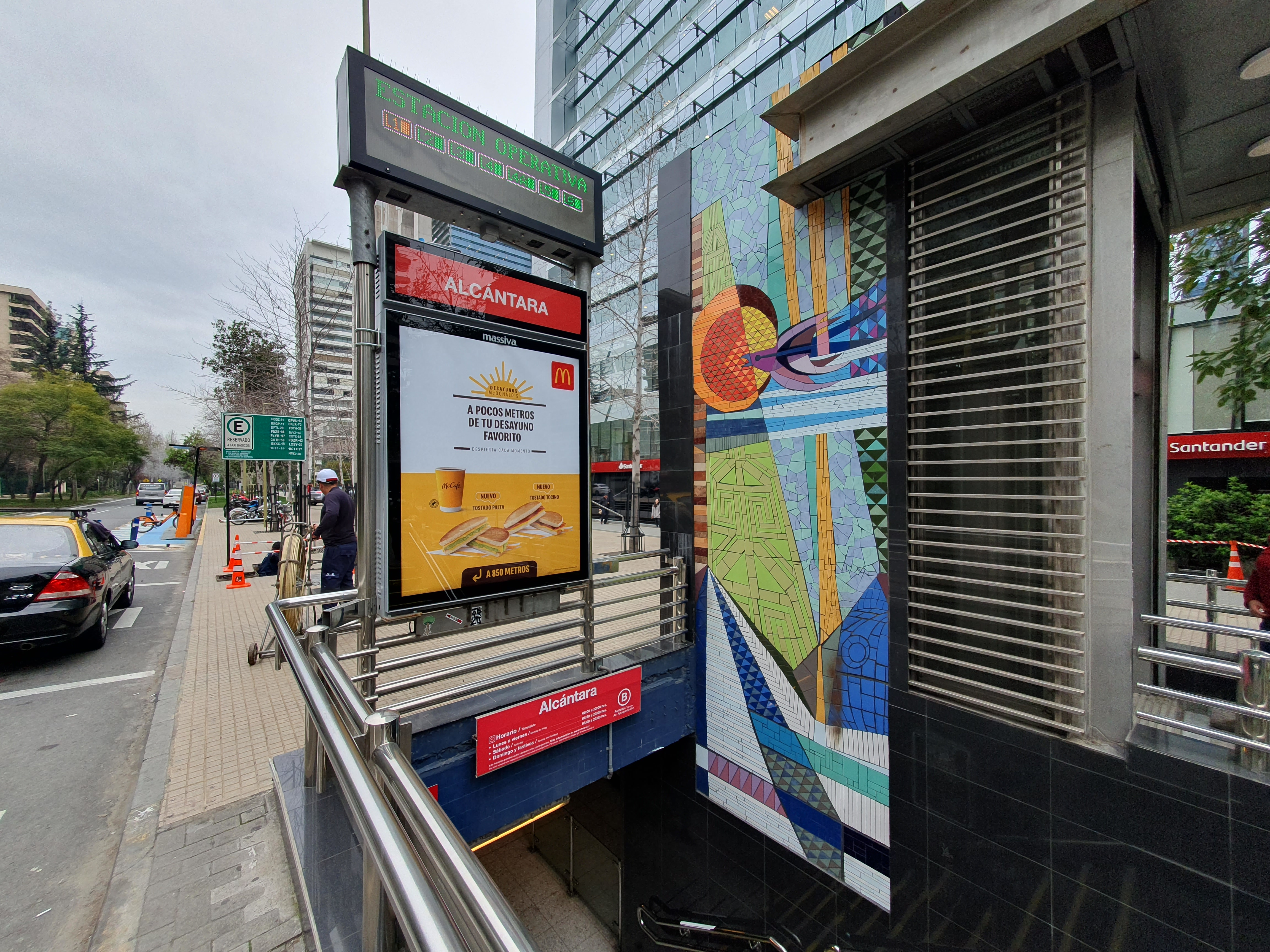
Alma geométrica, mural de Shetukiltra en estación Alcántara del Metro de Santiago

Nacida en la Toma Violeta Parra en la comuna de Cerro Navia, Jennifer Díaz se trasladó a Quinta Normal a los 22 años, donde fue invitada a participar de un colectivo de muralistas. Tras estudiar arte y gestión cultural, y especializarse en muralismo esgrafiado escultórico en Argentina, se salió del colectivo y emprendió el rumbo como artista independiente.
En 2017 presentó La Chimba, historia de mi pueblo en la estación Dorsal, su primer mural que forma parte de la colección MetroArte del Metro de Santiago. Al año siguiente presentó La infancia que debe ser y Alma Geométrica en las estaciones Bellas Artes y Alcántara, respectivamente.
Su técnica ha sido descrita como "arte figurativo latinoamericanista", su obra está basada en la memoria colectiva de los lugares que interviene. Entre sus influencias están el mexicano Jorge González Camarena y la Brigada Ramona Parra en Chile.